# Фортсон, Дэнни
Дэниел Энтони «Дэнни» Фортсон (англ. Daniel Anthony Fortson; родился 27 марта 1976, Филадельфия, штат Пенсильвания, США) — американский профессиональный баскетболист.

## Ранние годы
Дэнни Фортсон родился в городе Филадельфия (штат Пенсильвания), а вырос в городе Алтуна в тяжёлой домашней среде. Он постоянно не ладил с отцом, который несколько лет отсидел в тюрьме, в то время как его мать некоторое время провела в больнице. Учился в Питтсбургской школе Шэлер-Ареа, в которой играл за местную баскетбольную команду. В 1997 году окончил Университет Цинциннати, где в течение трёх лет играл за команду «Цинциннати Беаркэтс», в которой провёл успешную карьеру, набрав в итоге 1881 очко и 873 подбора, к тому же два года подряд помогал выиграть своей команде регулярный чемпионат конференции США (1996—1997), а в 1996 году и турнир конференции США.

## Карьера в НБА
Играл на позиции тяжёлого форварда и центрового. В 1997 году был выбран на драфте НБА под 10-м номером командой «Милуоки Бакс», однако не сыграл за неё ни одного матча, а сразу был обменян в «Денвер Наггетс». Позже выступал за команды «Бостон Селтикс», «Голден Стэйт Уорриорз», «Даллас Маверикс» и «Сиэтл Суперсоникс». Всего в НБА провёл 10 сезонов. Два года подряд признавался баскетболистом года среди студентов конференции USA (1996—1997). Один раз включался в 1-ю всеамериканскую сборную NCAA (1997), а также один раз — во 2-ю всеамериканскую сборную NCAA (1996). Всего за карьеру в НБА сыграл 440 игр, в которых набрал 3615 очков (в среднем 8,2 за игру), сделал 3184 подбора, 301 передачу, 182 перехвата и 94 блок-шота.

## Статистика

### Статистика в НБА
| Сезон                                                                                    | Команда      | Регулярный сезон | Регулярный сезон | Регулярный сезон | Регулярный сезон | Регулярный сезон | Регулярный сезон | Регулярный сезон | Регулярный сезон | Регулярный сезон | Регулярный сезон | Регулярный сезон | Серия плей-офф | Серия плей-офф | Серия плей-офф | Серия плей-офф | Серия плей-офф | Серия плей-офф | Серия плей-офф | Серия плей-офф | Серия плей-офф | Серия плей-офф | Серия плей-офф |
| Сезон                                                                                    | Команда      | GP               | GS               | MPG              | FG%              | 3P%              | FT%              | RPG              | APG              | SPG              | BPG              | PPG              | GP             | GS             | MPG            | FG%            | 3P%            | FT%            | RPG            | APG            | SPG            | BPG            | PPG            |
| ---------------------------------------------------------------------------------------- | ------------ | ---------------- | ---------------- | ---------------- | ---------------- | ---------------- | ---------------- | ---------------- | ---------------- | ---------------- | ---------------- | ---------------- | -------------- | -------------- | -------------- | -------------- | -------------- | -------------- | -------------- | -------------- | -------------- | -------------- | -------------- |
| 1997/98                                                                                  | Денвер       | 80               | 23               | 22,6             | 45,2             | 33,3             | 77,6             | 5,6              | 1,0              | 0,6              | 0,4              | 10,2             | Не участвовал  | Не участвовал  | Не участвовал  | Не участвовал  | Не участвовал  | Не участвовал  | Не участвовал  | Не участвовал  | Не участвовал  | Не участвовал  | Не участвовал  |
| 1998/99                                                                                  | Денвер       | 50               | 38               | 28,3             | 49,5             | 0,0              | 72,7             | 11,6             | 0,6              | 0,6              | 0,4              | 11,0             | Не участвовал  | Не участвовал  | Не участвовал  | Не участвовал  | Не участвовал  | Не участвовал  | Не участвовал  | Не участвовал  | Не участвовал  | Не участвовал  | Не участвовал  |
| 1999/00                                                                                  | Бостон       | 55               | 5                | 15,6             | 52,8             | -                | 73,5             | 6,7              | 0,5              | 0,4              | 0,1              | 7,6              | Не участвовал  | Не участвовал  | Не участвовал  | Не участвовал  | Не участвовал  | Не участвовал  | Не участвовал  | Не участвовал  | Не участвовал  | Не участвовал  | Не участвовал  |
| 2000/01                                                                                  | Голден Стэйт | 6                | 6                | 33,8             | 58,0             | -                | 77,8             | 16,3             | 0,8              | 0,3              | 0,0              | 16,7             | Не участвовал  | Не участвовал  | Не участвовал  | Не участвовал  | Не участвовал  | Не участвовал  | Не участвовал  | Не участвовал  | Не участвовал  | Не участвовал  | Не участвовал  |
| 2001/02                                                                                  | Голден Стэйт | 77               | 76               | 28,8             | 42,8             | 25,0             | 79,5             | 11,7             | 1,7              | 0,6              | 0,3              | 11,2             | Не участвовал  | Не участвовал  | Не участвовал  | Не участвовал  | Не участвовал  | Не участвовал  | Не участвовал  | Не участвовал  | Не участвовал  | Не участвовал  | Не участвовал  |
| 2002/03                                                                                  | Голден Стэйт | 17               | 0                | 13,1             | 37,0             | 0,0              | 65,5             | 4,3              | 0,7              | 0,5              | 0,0              | 3,5              | Не участвовал  | Не участвовал  | Не участвовал  | Не участвовал  | Не участвовал  | Не участвовал  | Не участвовал  | Не участвовал  | Не участвовал  | Не участвовал  | Не участвовал  |
| 2003/04                                                                                  | Даллас       | 56               | 20               | 11,1             | 51,1             | -                | 81,5             | 4,5              | 0,2              | 0,2              | 0,2              | 3,9              | Не участвовал  | Не участвовал  | Не участвовал  | Не участвовал  | Не участвовал  | Не участвовал  | Не участвовал  | Не участвовал  | Не участвовал  | Не участвовал  | Не участвовал  |
| 2004/05                                                                                  | Сиэтл        | 62               | 0                | 16,9             | 52,2             | -                | 88,0             | 5,6              | 0,1              | 0,2              | 0,1              | 7,5              | 11             | 0              | 9,5            | 57,1           | -              | 80,0           | 2,4            | 0,0            | 0,3            | 0,1            | 3,3            |
| 2005/06                                                                                  | Сиэтл        | 23               | 1                | 12,0             | 52,9             | -                | 76,7             | 3,4              | 0,1              | 0,2              | 0,1              | 3,8              | Не участвовал  | Не участвовал  | Не участвовал  | Не участвовал  | Не участвовал  | Не участвовал  | Не участвовал  | Не участвовал  | Не участвовал  | Не участвовал  | Не участвовал  |
| 2006/07                                                                                  | Сиэтл        | 14               | 6                | 11,3             | 50,0             | 0,0              | 76,9             | 3,1              | 0,1              | 0,1              | 0,0              | 2,9              | Не участвовал  | Не участвовал  | Не участвовал  | Не участвовал  | Не участвовал  | Не участвовал  | Не участвовал  | Не участвовал  | Не участвовал  | Не участвовал  | Не участвовал  |
|                                                                                          | Всего        | 440              | 175              | 20,1             | 47,2             | 16,7             | 78,5             | 7,2              | 0,7              | 0,4              | 0,2              | 8,2              | 11             | 0              | 9,5            | 57,1           | -              | 80,0           | 2,4            | 0,0            | 0,3            | 0,1            | 3,3            |
| Наведите курсор мыши на аббревиатуры в заголовке таблицы, чтобы прочесть их расшифровку. |              |                  |                  |                  |                  |                  |                  |                  |                  |                  |                  |                  |                |                |                |                |                |                |                |                |                |                |                |